# المسيحية في الدنمارك

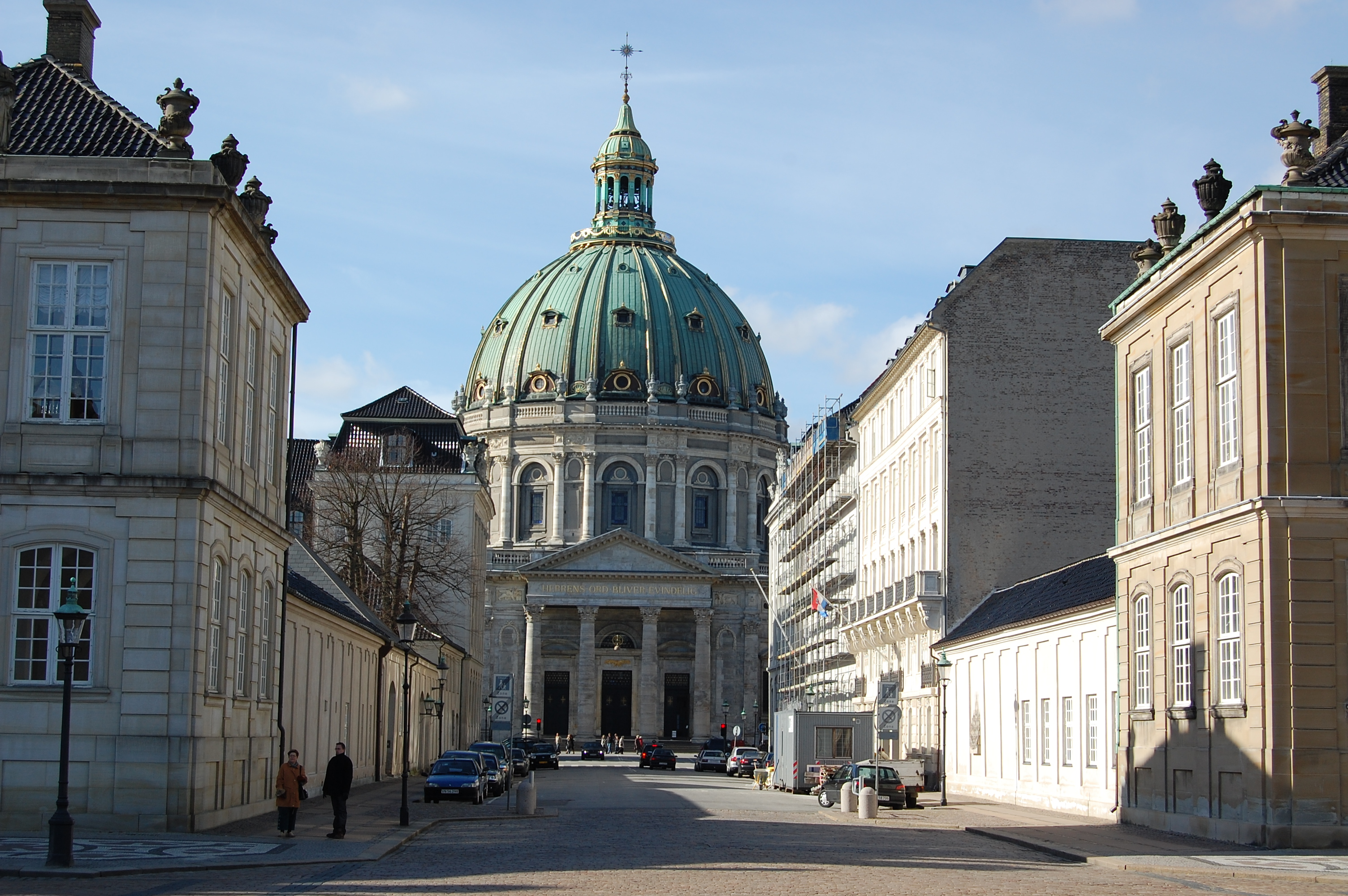
كاتدرائية فريديرك في مدينة كوبنهاغن.

المسيحية في الدنمارك هي الديانة الغالبة، إذ وفقًا للإحصاءات الرسمية في يناير 2017 فإن 78.9% من سكان الدنمارك ينتمون إلى الديانة المسيحية. وحوالي 75.9% من الدنماركيين هم أعضاء في الكنيسة الوطنية الدنماركية، وهي كنيسة لوثرية يصفها الدستور الدنماركي بأنها الدين الرسمي للدولة. وتنص المادة السادسة من الدستور على أن الأسرة الحاكمة يجب أن تنتمي إلى هذه الكنيسة، بينما يحق لبقية السكان حرية اعتناق الأديان الأخرى. الدنمارك اليوم دولة علمانية للغاية، ولكن لديها ثقافة مُتأثر بشدة بالمسيحية.

## تاريخ

### عصر الفايكنغ

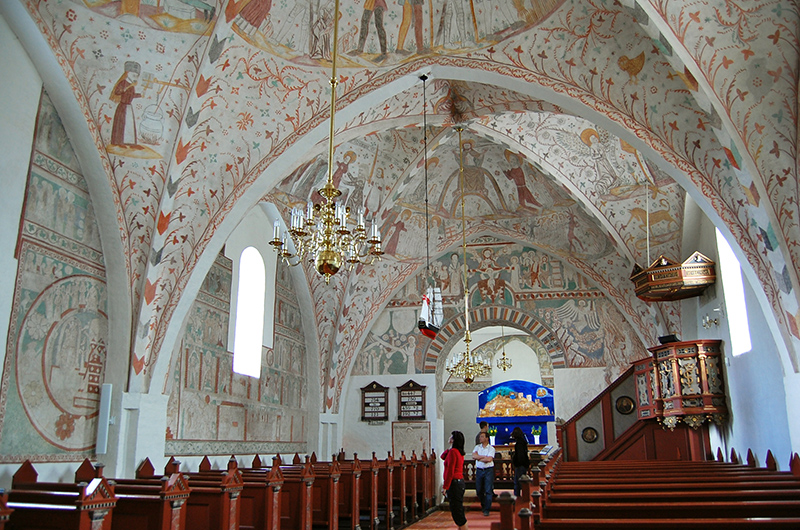
تصوير جصي داخل كنيسة كيلدري كيرك: تعرف الدنمارك بفن التصوير الجصي داخل الكنائس القرطوسيَّة.

كان بعض الأفراد الاسكندنافيين على اتصال بالمسيحية بالفعل قبل سقوط الإمبراطورية الرومانية، ولكن المؤرخ إيان ن. وود كتب أن «تنصير الدول الإسكندنافية أخذ الكنيسة إلى مناطق غير معروفة نسبيًا». وفي بداية القرن التاسع وصلت إمبراطورية شارلمان المسيحية إلى الحدود الجنوبية للدنمارك، وتزود المصادر الفرنجية (على سبيل المثال نوتكر من سانت غال) أقدم الأدلة التاريخية عن الدنمركيين. تبلغ هذه التقارير عن ملك يدعى غودفريد ظهر في هولشتاين ويمتلك أسطولاً بحرياً في عام 804 حيث أقام علاقات دبلوماسية مع الفرنجة. في عام 808 هاجم الملك غودفريد أبوتريت وفتح مدينة ريريك والتي استبدل سكانها أو نزحوا إلى هيديبي. في عام 809، فشل مبعوثو الملك شارلمان في التوصل إلى صلح مع الملك غودفريد، وهاجم الملك في العام التالي الفريزيين بمائتي سفينة.
تعود أقدم الأعمال الدفاعية المعروفة باسم دانيفيرك قرب هيدبي على الأقل إلى صيف 755 وبتحصينات كبيرة في القرن العاشر. يدل حجم وكمية القوات المطلوبة لإدارة تكل الحصون الدفاعية على وجود حاكم قوي جداً في المنطقة والذي قد يتكامل مع الرواية الفرنجية. في عام 815 ميلادي، هاجم الإمبراطور لويس الورع يولاند على ما يبدو دعماً لمنافس على العرش ربما كان هارالد كلاك، لكنه هزم من طرف أبناء غودفريد والذين يرجح أن يكونوا أبناء غودفريد المذكور سابقًا. في الوقت نفسه سافر القديس أنسغار إلى هيديبي وبدأ عملية تنصير السكان وتحويلهم إلى الكاثوليكية.
كانت الدنمارك أول دولة من الدول الإسكندنافية تتحول إلى الديانة المسيحية على مذهب الكنيسة الرومانية الكاثوليكية، إذ أعلن ملك الدنمارك هارالد بلوتوث جورمسون الدنمارك مملكة مسيحية في عام 975 ميلادي تقريبًا، ونصب أكبر حجرين من أحجار جيلينغ. بُنيت أقدم كنيسة حجرية، لا تزال موجودة حتى يومنا هذا، في الدنمارك نحو عام 1040 ميلادي، وتُعرف باسم كنيسة الصليب المقدس في منطقة دالبي (التي تُعتبر اليوم مدينة نمساوية). اختفت عادات الدفن الوثنية في معظم المناطق بحلول نهاية القرن، وفي المناطق الشرقية في أوائل القرن الحادي عشر.  وبدلاً من تعيين الأساقفة الخاضعين لسلطة أساقفة هامبورغ بريمن، دعم سفين فوركبيرد الأساقفة التبشيريين القادمين من إنجلترا والذين لم يكن لديهم كرسي أسقفي دائم. ادعى آدم من بريمن أن الأساقفة التبشيريين من أبرشية هامبورغ بريمن عملوا أيضاً في الدنمارك خلال هذه الفترة، لكنه عين فقط أودينكار الأكبر الذي كان قريبًا للملك.

### الإصلاح البروتستانتي

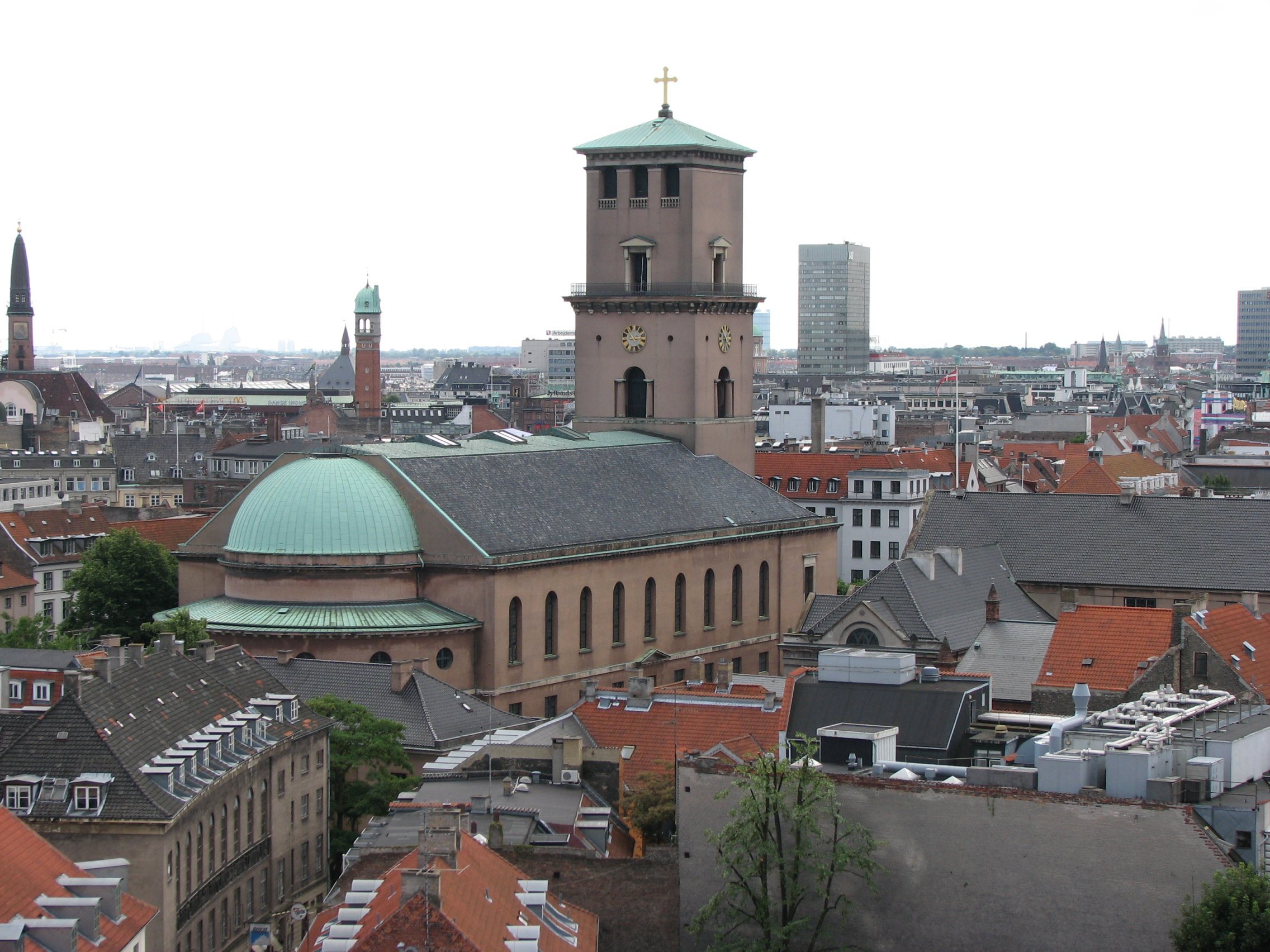
كاتدرائية كوبنهاغن اللوثرية والتي تستخدم لتتويج ملوك الدنمارك: مع تحول البلاد للبروتستانتية أضحت كنيسة الدنمارك اللوثرية الكنيسة الوطنية للبلاد.

أتت حركة الإصلاح البروتستانتي إلى منطقة إسكندنافيا في العشرينيات من القرن السادس عشر، وفي عيد القيامة من سنة 1525، أعلن الراهب هانز تاوسين -وهو عضو في فرسان القديس يوحنا- حاجة البلاد إلى إصلاحات مارتن لوثر في الكنيسة الكاثوليكية. كانت موعظته بداية صراع استمر لعشر سنين والذي أدى إلى تغيير الدنمارك إلى الأبد. تم إبعاد تاوسين إلى دير في فيبورغ بشمال يولاند مما سيجعله معزولاً عن كوبنهاغن والمحاكم الكنسية. قام تاوسين خلال فترة حبسه بالوعظ من خلال النافذة، مما جذب في البادية الأمر عدد من العابرين من بسطاء العامة الذين يريدون سماع أفكاره الجديدة، وخلال أسابيع تم تحرير تاوسين من محبسه عن طريق أتباعه المخلصين، وتم بعدها افتتح كنيسة فرنسيسكانية قسراً حتى يتمكن سكان فيبورغ من سماع المواعظ. تم تقبل الأفكار اللوثرية بسرعة كبيرة، حتى أن أسقف وقساوسة فيبورغ لم يستطيعوا الحد من انتشار أفكاره. تم إلقاء مواعظ مارتن لوثر في العديد من الكنائس، ومن ثم بدأ منظور تاوسين من تعاليم لوثر في الانتشار إلى مناطق أخرى في يولاند. خلال سنة من هذه الأحداث تقلد تاوسين منصب القسيس الخاص بفريدريك الأول، والذي بدوره حاول أن يوافق بين التعاليم القديمة والأفكار الجديدة، واستمرت هذه السياسة حتى موت فريدريك الأول. خلال فترة حكمه، كان فريدريك الأول ماهراً بما فيه الكفاية لمنع الحرب الشاملة بين البروتستانت والكاثوليك. في عام 1531 م اقتحم جمع من العامة كنيسة سيدتنا العذراء في كوبنهاغن، وقاموا بتحطيم التماثيل، المذابح والأعمال الفنية والتاريخية التي تجمعت هناك على مر التاريخ. كان هنالك أحداث مشابهة في جميع أنحاء الدولة على الرغم بأن التغييرات التي حصلت كانت سلمية في معظمها. أغلبية العامة رأوا انخفاض تأثير الكنيسة على أنه شيء محرر ومحطم للقيود، ولكن هذه السلطة التي أعطت للشعب لم تدم طويلا. وفي عام 1532، نجح فريدريك الأول في القبض على كريستيان الثاني الذي حاول العودة للحياة السياسية في النرويج.

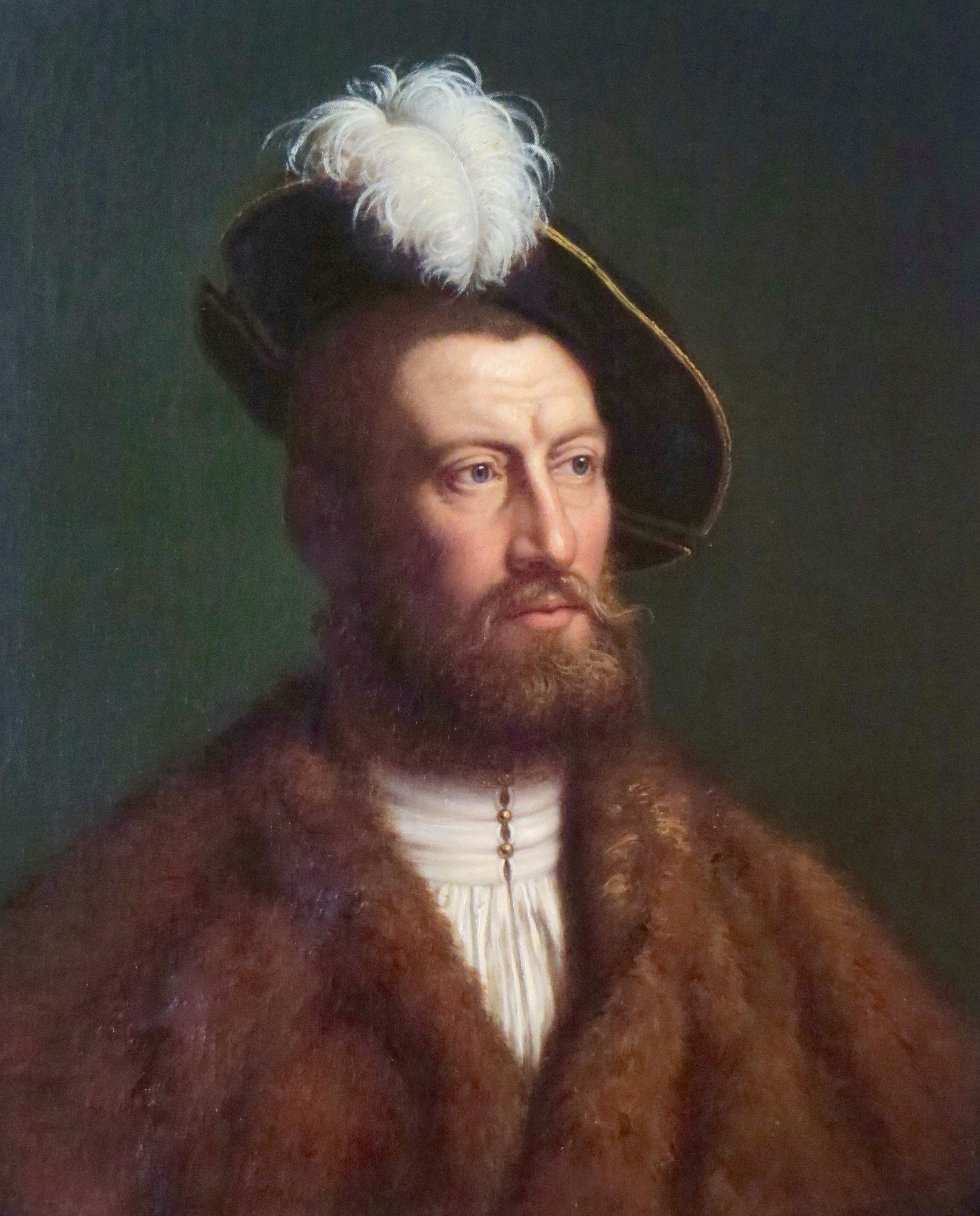
أدّى تنصيب كريستيان الثالث إلى تحول الدنمارك للمذهب اللوثري.

توفي فريدريك الأول في 10 أبريل من عام 1533 ودُفن في كاتدرائية شليسفيغ. عند وفاة فريدريك والذي يعد آخر ملوك الدنمارك الكاثوليك، ازدادت التوترات بين الكاثوليك والبروتستانت. وعندما مات الملك فريدريك الأول في عام 1533 م، طالبت جهتان مختلفتان بالعرش الملكي، الأولى مدعومة من قبل بروتستانت لوبيك والأخرى من قبل النبلاء الكاثوليك، مما أدى إلى حرب أهلية استمرت للفترة ما بين (1534 م - 1536 م)  وعرفت بعداء الكونت. سجلت مذبحة جيش البحار كليمينت والمكون من الفلاحين بألبورغ في شهر ديسمبر من العام 1536 م نهاية الحرب الأهلية وخلفت السلطة للحزب اللوثري. وأصبحت الدنمارك دولة لوثرية رسمياً في عام 1536 م. تم اعتقال وسجن الأساقفة، بينما صودرت جميع ممتلكات الكنائس من مدارس ودير عبادة من قبل النبلاء والعرش. الأساقفة الذين وافقوا على إتباع الأفكار اللوثرية وعدم خلق المشاكل أُعطوا بعض الممتلكات الكنسية السابقة كممتلكات شخصية لهم. على الرغم بأن التغييرات البروتستانتية بدأت في ألبورغ، إلا أنها كانت آخر معاقل الكاثوليكية، حيث أن التغيير كان بطيئاً هناك.
قادت سياسات كريستيان الثالث البروتستانتية إلى تأسيس اللوثرية ككنيسة وطنية دنماركية، وحدث ذلك رسميًا في 30 أكتوبر من عام 1536 عندما اعتمد مجلس الدولة المعاد تشكيله اللوائح اللوثرية التي صممها يوهانس بوجنهاغن، والتي حددت تنظيم الكنيسة والطقوس والممارسة الدينية المقبولة. تم إغلاق الأديرة والمقاصد الكاثوليكية، وتم الاستيلاء على العقارات الكاثوليكية بواسطة التاج. وتم توزيع مساحات شاسعة من الأراضي على أنصار الملك، وتم توسيع الأراضي الملكية بسرعة من سدس الأراضي الوطنية قبل الإصلاح البروتستانتي إلى 60% بعد الإصلاح البروتستانتي. تم إغلاق الكنائس الكاثوليكية أو تحويلها إلى كنائس بروتستانتية، وإغلاق مدارس الكاتدرائية، وتم سجن الأساقفة وعفي عنهم في حالة الزواج والتخلي عن امتيازاتهم. بقي بعضهم عدة سنوات في السجن؛ في حين رفض آخرون قبول التخلي عن معتقدهم وأصبحوا شهداء بحسب الكنيسة الكاثوليكية. في عام 1550 طُبع «الكتاب المقدس» باللغة الدنماركية لأول مرة، وفي عام 1556 نُشر «كتاب خلاصة الطقوس اللوثرية».
كان لنشوء البروتستانتية دور هام في تحسين مستوى التعليم ونشر المعرفة، ودعا مارتن لوثر إلى حق الفرد في تفسير الإنجيل، وشجّع على قراءة ودراسة الكتاب المقدس. وشهدت السويد نشاط لحركة التقوية من أواخر القرن السابع عشر إلى منتصف القرن الثامن عشر وما بعده. وقد جمعت الحركة التقوية بين اللوثرية ذلك الوقت مع المـُصلحة، وخصوصاً البوريتانية، ركزت على تقوى الفرد، وحياة مسيحية قوية. يرى عدد من المؤرخين وعلماء الاجتماع أن ظهور البروتستانتية وحركة التقوى كان لها أثر كبير في نشوء الثورة العلمية، وكأحد الأسباب التي أدت إلى الثورة العلمية خاصًة في شمال أوروبا، فقد وجدوا علاقة ايجابية بين ظهور حركة التقوى البروتستانتية والعلم التجريبي.

### العصور الحديثة

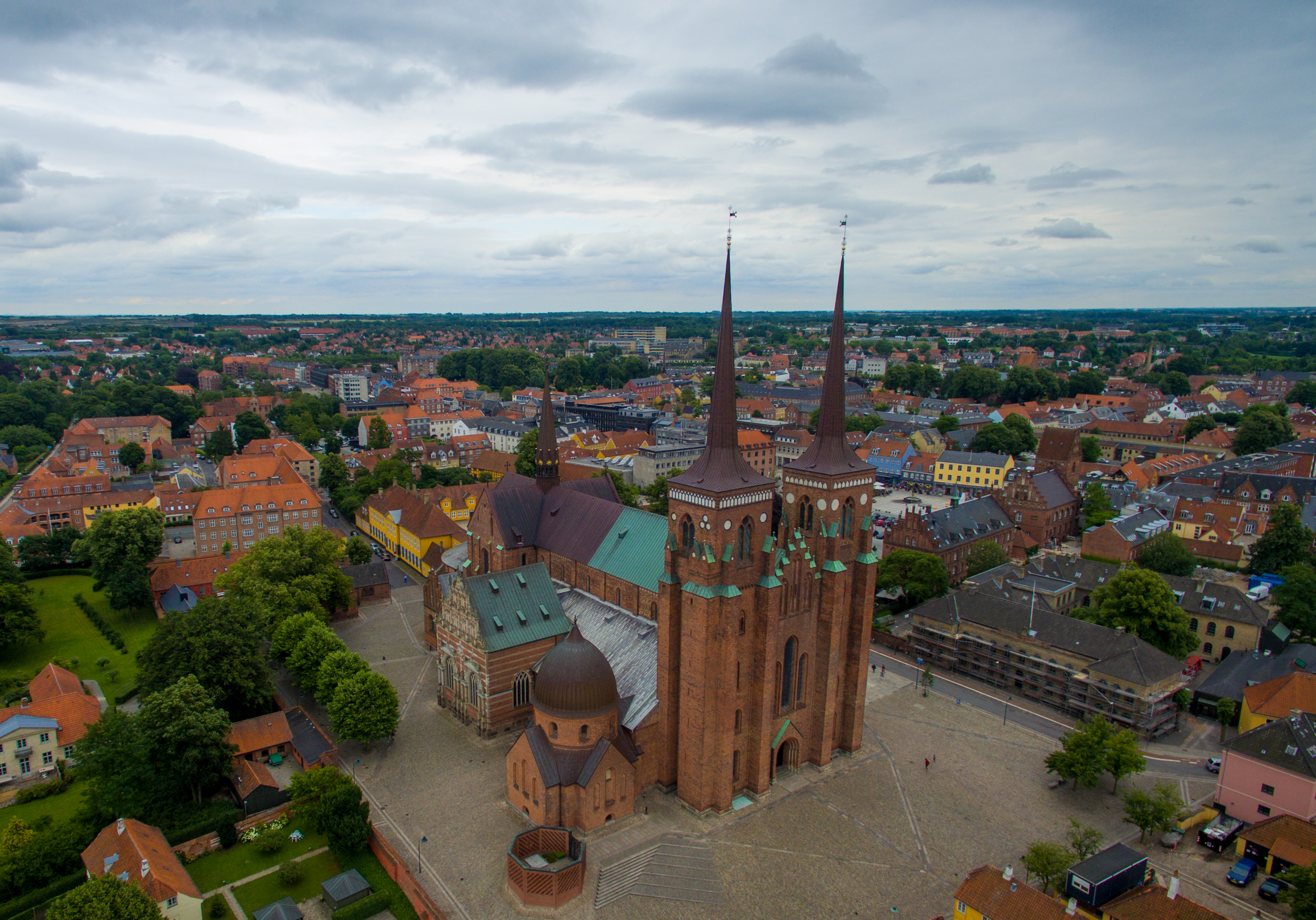
كاتدرائية روسكيلد.

تمتعت الدنمارك-النرويج بسمعة مملكة قوية نسبيًا في القرن السادس عشر، حيث كانت تدور السياسة الأوروبية حد كبير حول الصراع بين القوات الكاثوليكية والبروتستانتية، لذلك بدا من المحتم أن تكون الدنمارك، المملكة اللوثرية القوية والموحدة، قد طورت في حرب الثلاثين عاما. وكانت حرب الثلاثين عاما سيئة بالنسبة للدول البروتستانتية في أوائل عقد 1620، ووجهت دعوة إلى الدنمارك-النرويج «لإنقاذ القضية البروتستانتية». كانت اللوثرية لأكثر من مائة عام بعد الإصلاح الدين القانوني الوحيد في الدنمارك، ولكن في 1682 اعترفت الدولة بثلاث عقائد أخرى وهي الرومانية الكاثوليكية والكنيسة البروتستانتية واليهودية، على الرغم من أن التحول إلى هذه المجموعات من قِبل أتباع كنيسة الدنمارك ظل غير قانوني في البداية. وشهد القرن السابع عشر فترة من التقاليد اللوثرية الصارمة في الدنمارك، مع فرض عقوبات قاسية على أتباع مشتبه بهم إما من أتباع المذهب الكالفيني أو هولدريخ زوينكلي.
وحاول نيكولاج فريدريك سيفرين جروندتفيغ (1783-1872) تنشيط الكنيسة الوطنية الدنماركية وساهم في إثراء التراتيل التي تستخدمتها الكنيسة في الدنمارك. في دستور الدنمارك لعام 1848 دعيت الكنيسة الدنماركيَّة اللوثرية باسم كنيسة الشعب. كما ونص الدستور على حرية الديانة والعبادة وذلك على الرغم من نص القانون على كون الكنيسة اللوثريَّة الديانة الرسميَّة للمملكة.

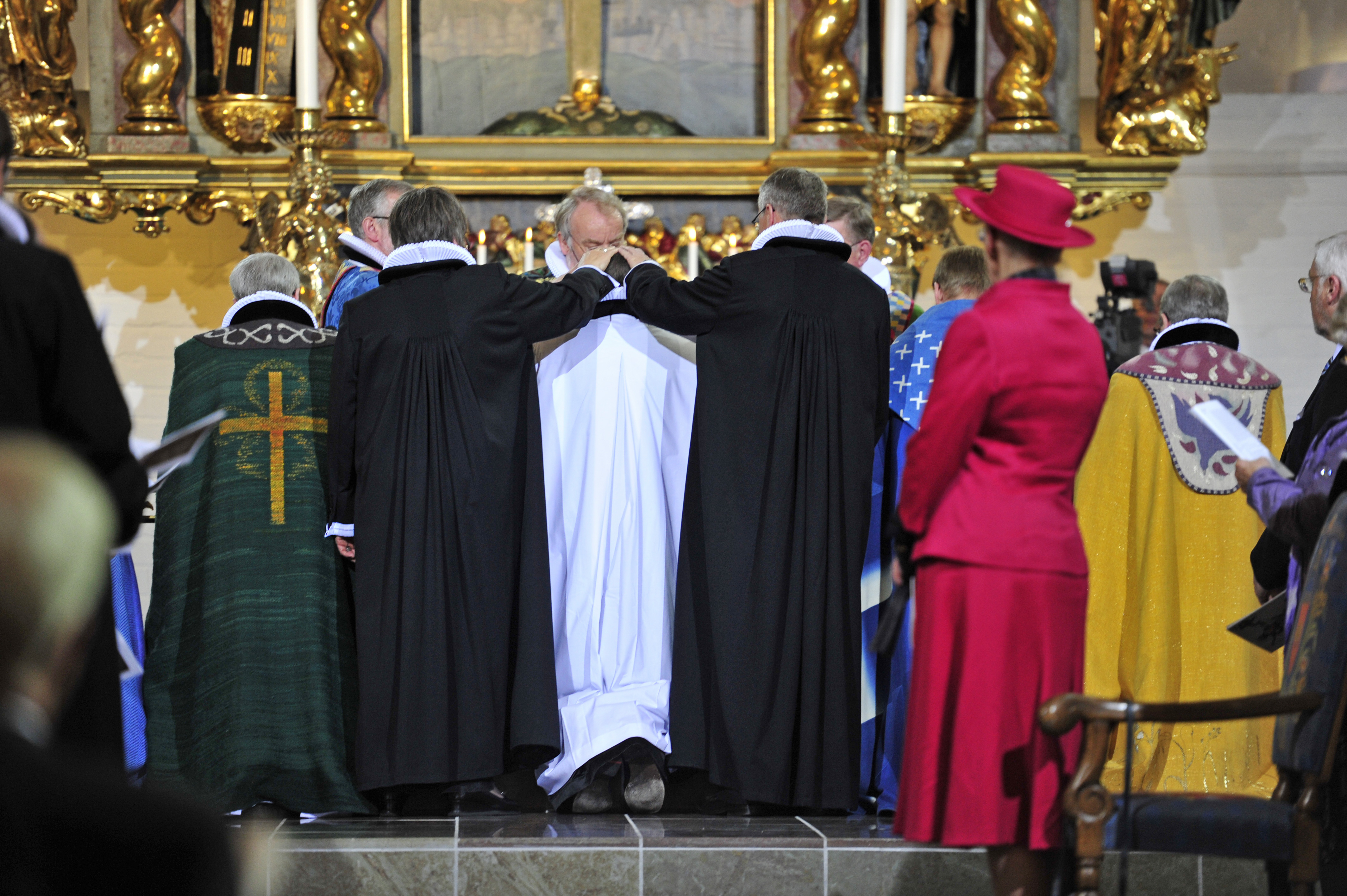
مارغريت الثانية ملكة الدنمارك تؤدي الصلاة خلال القداس في كاتدرائية آلبورغ.

حتى هجرة المسلمين مؤخرًا في القرن العشرين، كانت الكنيسة الرومانية الكاثوليكية والكنيسة البروتستانتية واليهودية، عمليًا العقائد غير اللوثرية الوحيدة الممارسة في الدنمارك. اعتبارًا من عام 2005، تم الاعتراف بـ 19 جالية مسلمة رسميًا. بينما اعترف بفورن سيدر أو العادات القديمة وهي من الديانات الوثنية القديمة في الدنمارك رسميًا في نوفمبر 2003.
بحسب القانون تعتبر العائلة المالكة من المذهب اللوثري وبالتالي مارغريت الثانية ملكة الدنمارك هي رئيسة كنيسة الدنمارك اللوثرية الوطنيَّة وتملك السلطة العليا في الكنيسة الدنماركية. ولا تحتاج الكنائس أو الجمعيات الدينية إلى أن تحصل على اعتراف من الدولة في الدنمارك، ويمكن أن تمنح الحق في أداء مراسم الزفاف وغيرها من دون هذا الاعتراف.
وفقًا للإحصاءات الرسميَّة في يناير 2010 فإن 80.9% من سكان الدنمارك هم أعضاء في الكنيسة الوطنية الدنماركية، وهي كنيسة لوثرية والتي يصفها الدستور الدنماركي بأنها الدين الرسمي للدولة. وحوالي 15% من الدنماركيين لا ينتمي إلى أي طائفة. ووفقًا لدراسة المؤمنون في المسيح من خلفية مسلمة: إحصاء عالمي وهي دراسة أجريت من قبل جامعة سانت ماري الأمريكيّة في تكساس سنة 2015 وجدت أن عدد المسلمين في الدنمارك المتحولين للديانة المسيحية يبلغ حوالي 4,000 شخص. ووفقاً لدراسة قامت بها مركز بيو للأبحاث عام 2019 حوالي 80% من الدنماركيين من دافعي ضريبة الكنيسة.

## الطوائف المسيحية

### البروتستانتية

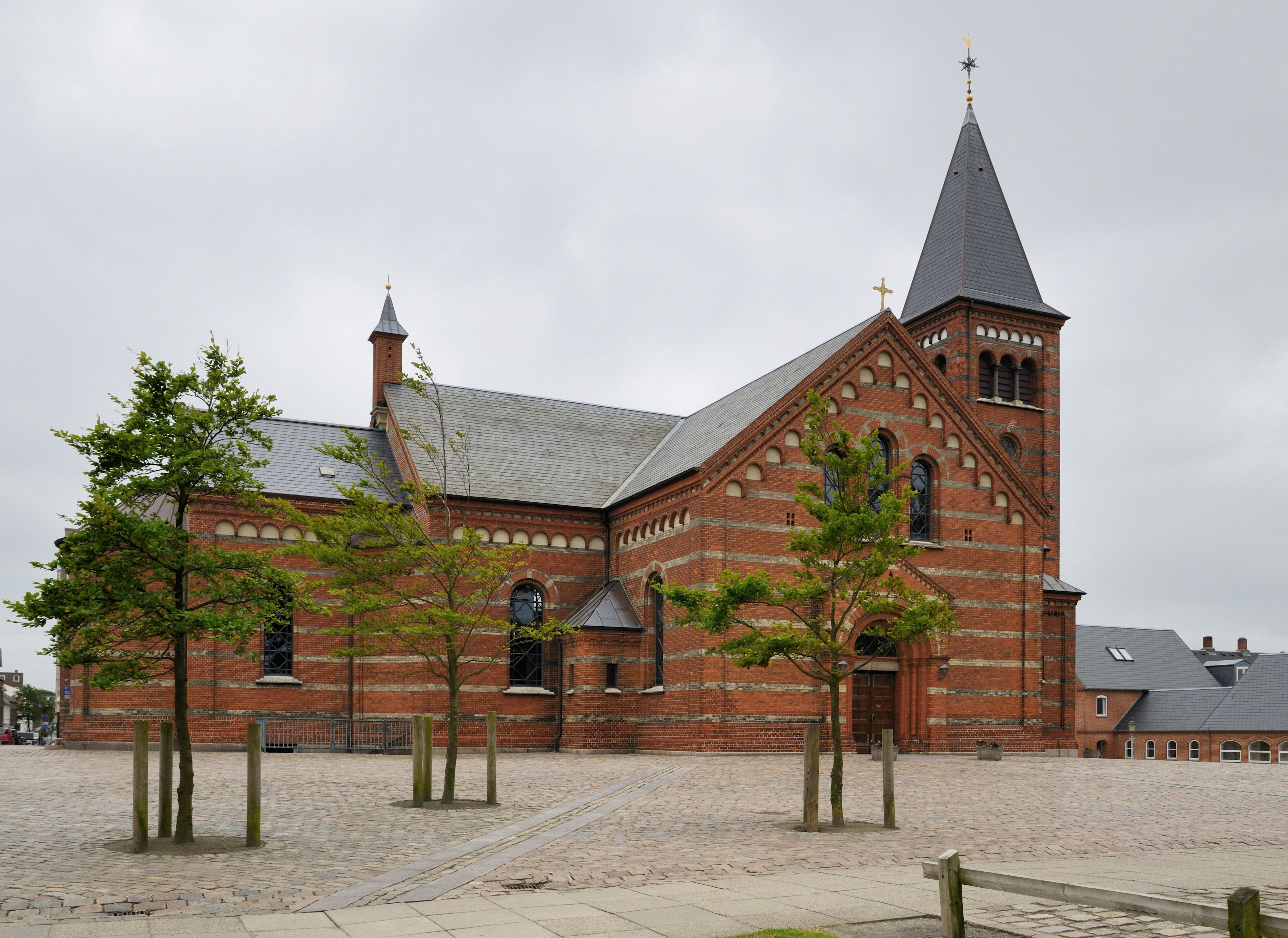
كنيسة المخلص اللوثريَّة في إسبيرغ.

وفقًا للإحصاءات الرسميَّة التي تعود ليناير عام 2017، فإنَّ حوالي 75.9% من سكان الدنمارك أو 4.3 مليون شخص هم أعضاء في الكنيسة اللوثرية الإنجيلية الدنماركية، وهي دين الدولة في منذ انتشار الإصلاح البروتستانتي في الدنمارك والنرويج وهولشتاين، ودعيت «بكنيسة الشعب الدنماركي» من قبل دستور الدنمارك عام 1848. يتبع كنيسة الدنمارك اليوم حوالي أربعة ملايين عضو حيث أن عدد أتباعها يتناقص بسبب قلة الخصوبة عند الدنماركيين وزيادة الهجرة في البلاد. ومع ذلك، وبطريقة مماثلة لبقية الدول الإسكندنافية، وأيضًا المملكة المتحدة، فإنَّ أقلية صغيرة (أقل من 5% من مجموع السكان) يترددون على الكنائس أسبوعيًا.
هناك وجود تاريخي لعدد من المجموعات البروتستانتية الأخرى منها الكنيسة المعمدانية والتي يعود حضورها في البلاد منذ عام 1840، ويمثلها الاتحاد المعمداني في الدنمارك. وبحسب الإحصائيات يملك الاتحاد المعمداني حوالي خمسة وخمسين كنيسة وحوالي 5,412 رعية في عام 2011. تتكون الكنائس الإصلاحيَّة الكالفينيَّة قبل أربع كنائس متحدة في المجمع السينمركي الإصلاحي في الدنمارك. هذه الكنائس الأربعة موزعة أساسًا حسب الجماعات العرقيَّة، بما في ذلك الكنيسة الهوغونوتيَّة وكنيسة الإصلاح الألمانيَّة، التي تأسست في القرنين السابع عشر والثامن عشر، فضلاً عن كنيسة الإصلاح الكوريَّة والتي تأسست في عام 1989. وتشمل كنيسة الإصلاح الألمانيَّة أيضًا أعضاء من الهولنديين والسويسريين والمجريين والأمريكيين، وكذلك الدنماركيين. تُقدر دراسة تعود لعام 2015 حوالي 4,000 مسلم تحول للمسيحيَّة في البلاد، معظمهم ينتمون إلى شكل من أشكال البروتستانتية. وبحسب الدراسة أشارت إلى أنه في عام 2010 تراوحت أعداد المسلم تحول للبروتستانتيَّة بين سبعة الآف إلى ثمانية الآف، معظمهم من الإيرانيين.

### الرومانية الكاثوليكية

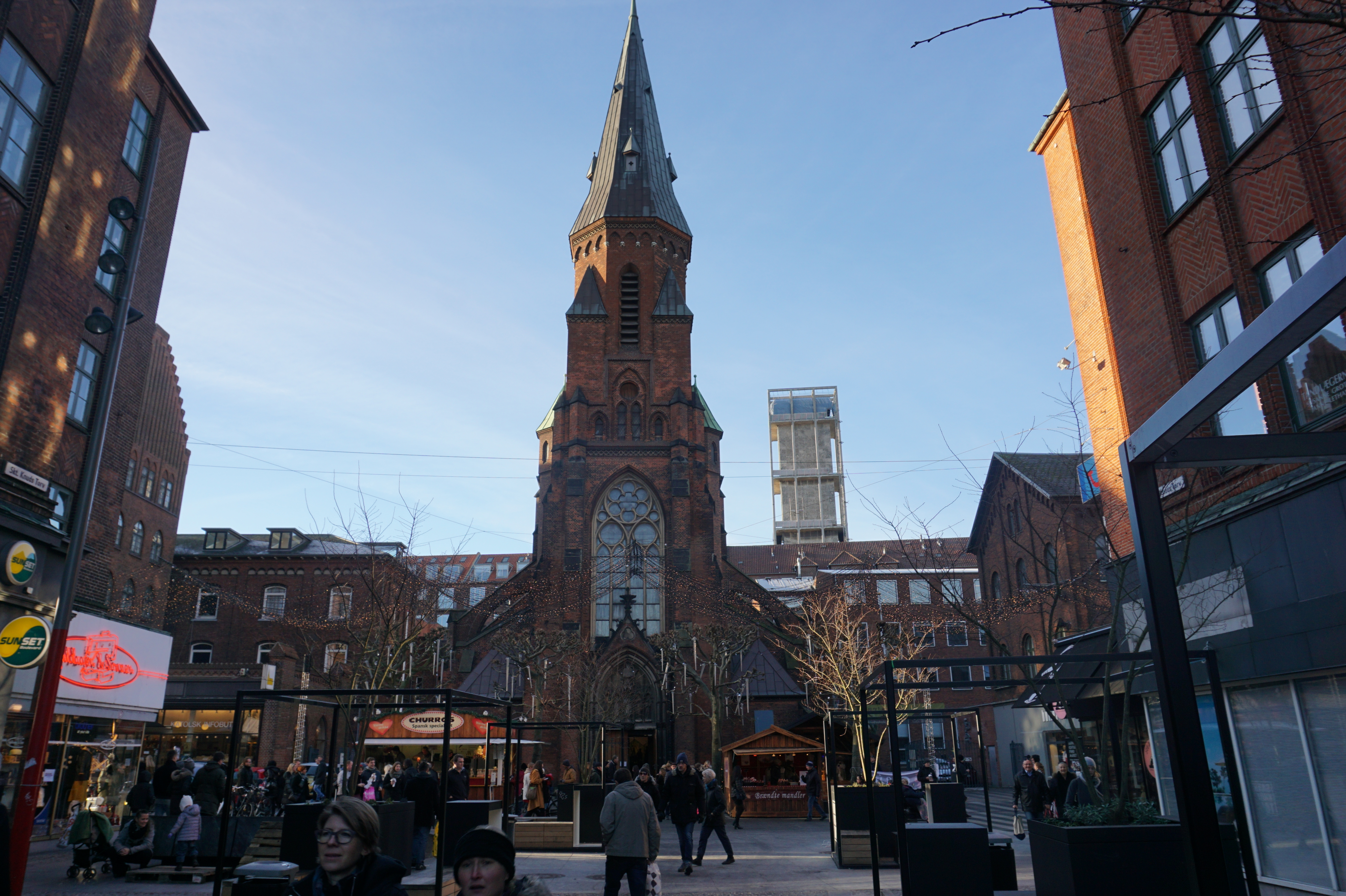
كنيسة سيدة آرهوس الكاثوليكيَّة.

الكنيسة الكاثوليكية الدنماركيَّة هي جزء من الكنيسة الكاثوليكية العالمية في ظل القيادة الروحية للبابا في روما ومجلس الأساقفة الإسكندنافي. عقب انفصال كنيسة الدنمارك عن الكنيسة الرومانية الكاثوليكية في عام 1536، ظلت الكنيسة الكاثوليكية جسمًا غير قانوني في البلاد لأكثر من ثلاثة قرون. تمكنت الكنيسة الكاثوليكيَّة من إعادة تأسيس نفسها بعد أن مَنح دستور عام 1849 الحرية الدينيَّة للمملكة. تغطي البلاد حاليًا مطرانيَّة كوبنهاغن إلى جانب 48 أبرشية في الدنمارك، وإلى جانب أبرشية في جزر فارو وغرينلاند، وهي بذلك تشكل واحدة من أكبر الأبرشيات الكاثوليكية في العالم. هناك ما يقرب من 40,000 كاثوليكي في الدنمارك، على الرغم من أن ثلثهم تقريبًا أجانب أو متحدرين من آباء أجانب. ومع ذلك، فإن الدنماركيين عرقيًا لا يزالون أكبر مجموعة بين الجماعات الإثنية من أتباع الكنيسة.

### طوائف مسيحية آخرى
يعود حضور كنيسة يسوع المسيح لقديسي الأيام الأخيرة مع وصول مبشرين من المورمون إلى الدنمارك في 14 يونيو من عام 1850. وكان معظم المورمون من المهاجرين المتحولين الأوائل إلى الولايات المتحدة. حاليًا تقدر أعداد أتباع الكنيسة بأكثر من 4,500 مورموني. تضم البلاد معبد لدز في كوبنهاغن، والمعروف باسم معبد كوبنهاغن الدنمارك.
يعود الوجود الآشوري في الدنمارك إلى فترة السبعينات من القرن العشرين عندما بدأ السريان طور عابدين بالهجرة الجماعيَّة من تركيا إلى الدول الإسكندنافية وألمانيا تحت ضغط المعارك الدائرة بين حزب العمال الكردستاني والجيش التركي. كما لحق بهم سريان شمال شرق سوريا ابتداء من الثمانينات من القرن العشرين والآشوريين الكلدان العراقيين منذ التسعينات من القرن العشرين. ويحافظ السريان في الدنمارك كما هو الحال مع دول شمال أوروبا الأخرى، على هويتهم الدينية والقومية واللغويَّة. وينتمي أفراد هذه المجموعة العرقية إلى كنائس مسيحية سريانية متعددة ككنيسة السريان الأرثوذكس والكاثوليك والكنيسة الكلدانية وكنيسة المشرق. كما يتميزون بلغتهم الأم السريانية وهي لغة سامية شمالية شرقية نشأت كإحدى لهجات الآرامية في مدينة الرها.

## الحضور في المجتمع

### الوضع القانوي

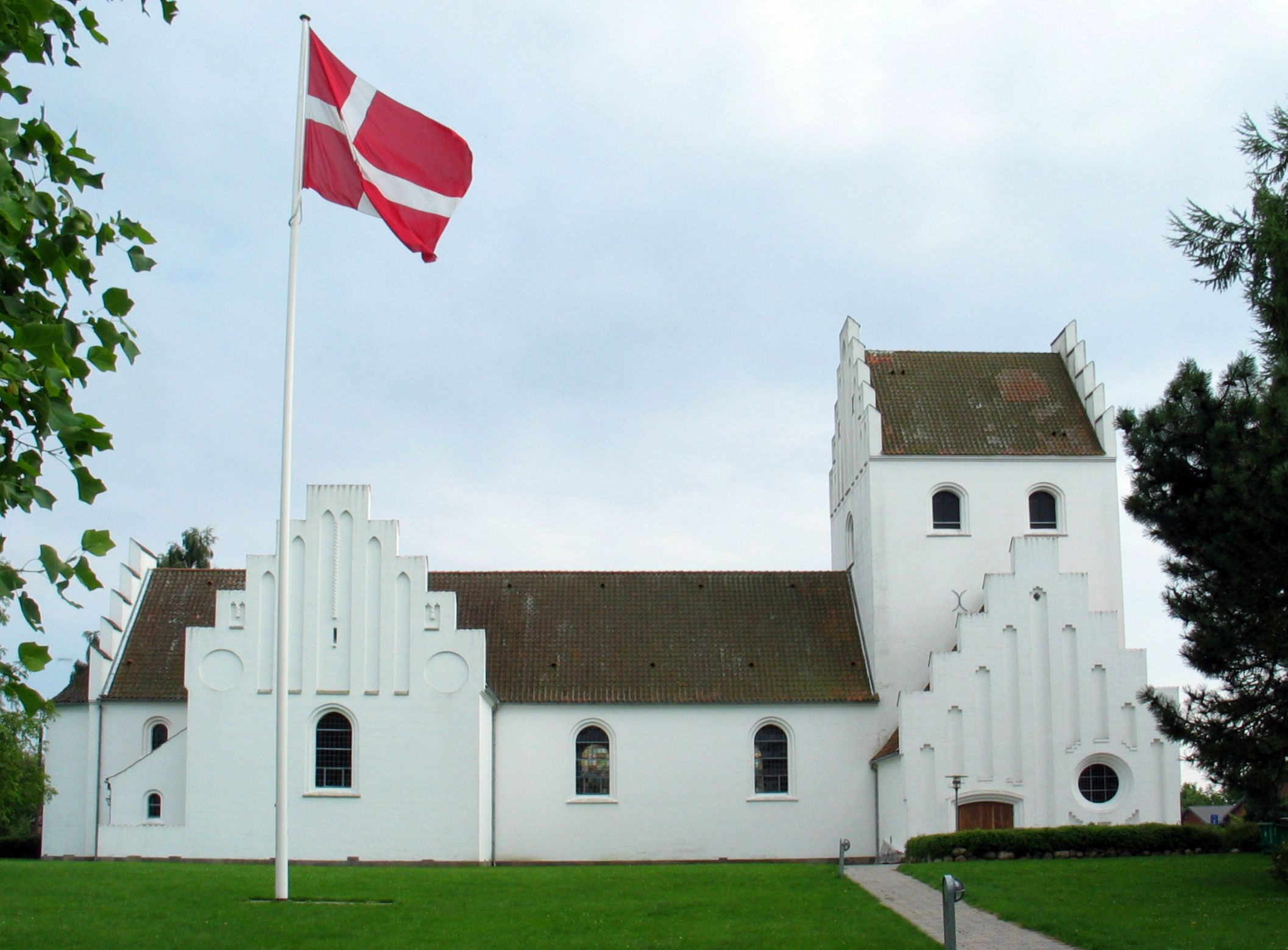
كنيسة دنماركية يرفرف إلى جانبها علم الدنمارك.

في وقت مبكر من القرن الحادي عشر الميلادي، «أعتبرت الدنمارك دولة مسيحية»، وتعد كنيسة الدنمارك، وهي عضو في الاتحاد اللوثري العالمي، الكنيسة الوطنية والرسمية للدولة. كتب واصف شديد، الأستاذ في جامعة لايدن ما يلي:
| المسيحية في الدنمارك | الكنيسة اللوثرية أنشئت لإدارة الدولة. تُدار شؤون الكنيسة في الحكومة من قبل وزارة الحكومة المركزية، ورجال الدين وموظفي الحكومة. يندرج تسجيل المواليد والوفيات والزواج تحت مسؤوليات الوزارة للشؤون الكنيسة، ويعد القس اللوثري المحلي عمومًا أيضًا مسجل رسمي. | المسيحية في الدنمارك |

في عام 2017 كان حوالي 75.9% من سكان الدنمارك هم أعضاء في الكنيسة اللوثرية في الدنمارك، والتي ترأسها رسميًا ملكة الدنمارك. علاوة على ذلك، فإن رجال الدين «في كنيسة الدنمارك هم موظفون مدنيون تابعين لسلطة وزارة الشؤون الكنسية» وتعتبر «القاعدة الاقتصادية لكنيسة الدنمارك الضرائب التي يتم جمعها من قبل الكنيسة، والتي تغطي رمزيًا نفقات كنيسة الدنمارك لإدارة التسجيل المدني ونظام الدفن لجميع المواطنين».

### الوضع الحالي

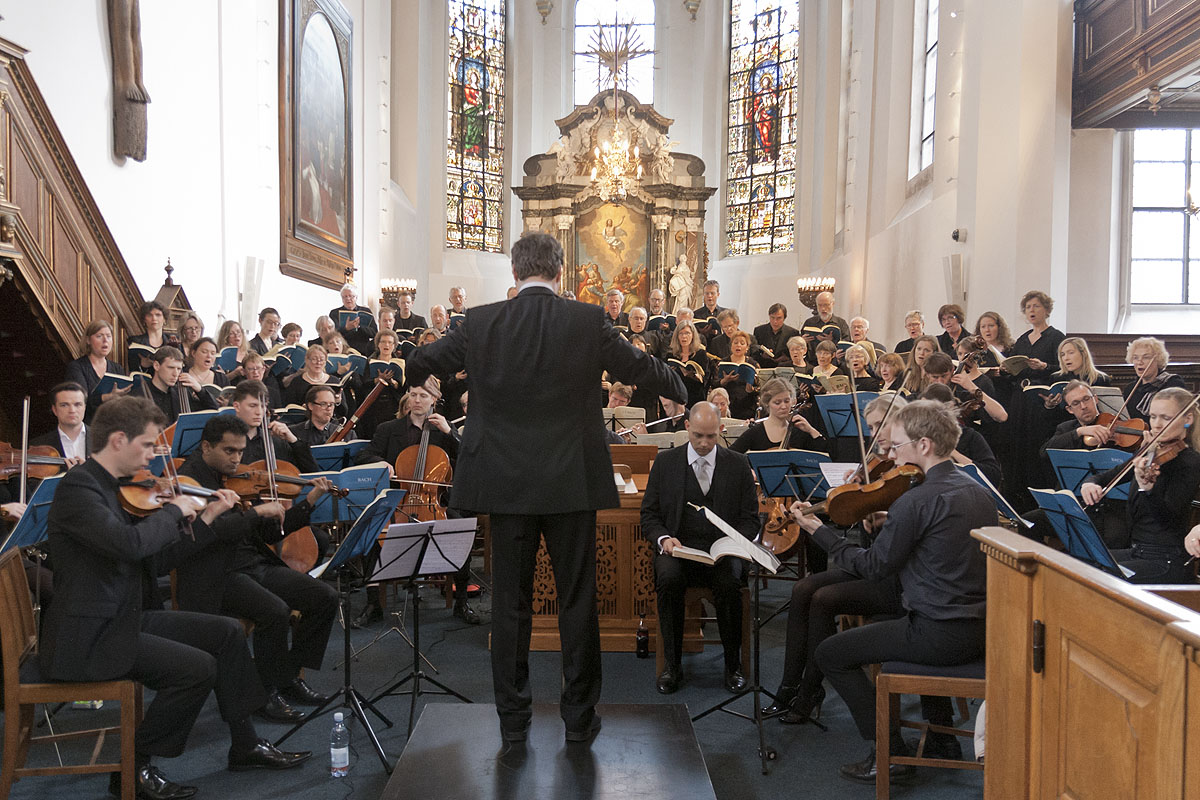
جوقة ترنم ترانيم مسيحية في كنيسة الروح القدس في كوبنهاغن.

وجدت دراسة قامت بها مركز بيو للأبحاث عام 2018 أنَّ حوالي 65% من الدنماركيين قالوا أنهم مسيحيين وبحسب الدراسة تأتي البروتستانتيَّة بمقدمة الطوائف المسيحيَّة مع حوالي 58% من السكان، وأعتبر حوالي 55% أنفسهم مسيحيين إسميين وحوالي 10% قال أنه يُداوم على حضور القداس، بالمقابل وققاً للتعداد السكاني في عام 2017 كان حوالي 75.9% من سكان الدنمارك هم أعضاء في الكنيسة اللوثرية في الدنمارك وحوالي 78.9% من المسيحيين. عمومًا حصل حوالي 95% من مجمل الدنماركيين على سر المعمودية، وقال حوالي 80% أنه تربى على التقاليد المسيحيَّة، بالمجمل قال حوالي 75% من الدنماركيين الذين تربوا على التقاليد المسيحيَّة ما زالوا يعتبرون أنفسهم مسيحيين، في حين أنَّ النسبة المتبقيَّة معظمها لا تنتسب إلى ديانة. حوالي 8% من المسيحيين في الدنمارك تربوا على تقاليد دينية غير مسيحيَّة وتحولوا للمسيحية لاحقاً.
وبحسب الدارسة قال 34% من المسيحيين الدنماركيين أنَّ للدين أهميَّة في حياتهم، وقال 95% من المسيحيين الدنماركيين المُداومين على حضور القداس أنهم يؤمنون بالله بالمقابل قال 70% من المسيحيين الإسميين ذلك. ويُداوم حوالي 16% من المسيحيين الدنماركيين على حضور القداس على الأقل مرة في شهر، ويصوم حوالي 1% منهم خلال فترات الصوم، ويرتدي 10% الرموز المسيحيَّة، ويُقدم حوالي 25% منهم الصدقة أو العُشور، ويُشارك 2% معتقداتهم مع الآخرين، في حين أنَّ 24% من المسيحيين يُداومون على الصلاة ويعتبر 33% منهم متدينين. كما وحصل 99% من مجمل المسيحيين الدنماركيين على سر المعمودية، وقال 86% منهم أنه سيربي طفله على الديانة المسيحيَّة، وبحسب الدراسة أعرب حوالي 77% من الدنماركيين المسيحيين بأنَّ هويتهم المسيحيَّة هي مصدر فخر واعتزاز بالنسبة لهم، ويوافق 28% منهم على التصريح أنَّ المسيحية هي عاملًا هامًا لكي تكون وطنيًا. وقال 91% منهم أنه يعرف «الكثير» عن المسيحية.
على المستوى الاجتماعي والسياسي قال 79% من الدنماركيين المسيحيين أن الكنائس تلعب دور ايجابي في مساعدة الفقراء والمحتاجين، وعبرَّ 73% من المسيحيين المتلزمين للغاية عن وجهات نظر إيجابية للمؤسسات الدينية مقابل 50% من المسيحيين الأقل التزاماً. ورفض 64% من الدنماركيين المسيحيين القول أنَّ «العِلم يجعل الدين غير ضروري في حياتي!»، كما وقال أقل من 1% من الدنماركيين المسيحيين أن تعاليم المسيحيَّة لاتُروج للعنف مقابل 19% منهم قال أن تعاليم الإسلام تُروج للعنف، كما وقال حوالي 29% منهم أنه يعرف شخص يهودي على المستوى الشخصي، ويعرف حوالي 52% شخص ملحد على المستوى الشخصي، ويعرف حوالي 68% شخص مُسلم على المستوى الشخصي. وقال 5% من الدنماركيين المسيحيين أنهم غير مستعدين لتقبل اليهود داخل عائلتهم، بالمقابل يقول 18% من الدنماركيين البروتستانت بأنه غير مستعد لتقبل المسلمين داخل عائلتهم. يذكر أنه وفقاً لمركز بيو للأبحاث 90% من المسيحيين الدنماركيين متزوجين من أشخاص من نفس الديانة.